# Subayhis
La tribu dels Subayhis (o de Subayhi o Subayha) és un grup tribal del Iemen, a l'oest-nord-oest d'Aden, entre Ras Imran i Bab al-Màndeb cap a l'interior. Estan dividits en cinc grups principals: Khulayfis, Utiris, Atifis, Musaffis i Buraymis.
El seu nom deriva del seu ancestre mític l'himiarita Dhu Asbah. Al-Hamdani al segle x deia que els Asabih eren descendents d'Asbah ibn Amr ibn Arith Dhi Asbah; al seu temps ocupaven una zona més a l'est de la que ocupen avui dia, incloent Khanfar a l'Abyan que compartien amb els Bani Madjid dels quals deriven els Abadil (Abdalis) de Lahej. El 1882 els britànics van establir el protectorat i van posar la tribu sota dependència del sultà abdali de Lahej, però el 1886, després d'algunes lluites, foren separats d'aquesta dependència i es va establir un xeicat separat; no obstant la lluita entre subayhis i abdalis va continuar al segle xx fins que el 1951 la tribu fou retornada per un tractat amb els britànics al control de Lahej, però gaudint d'una àmplia autonomia. El sultanat de Lahej fou suprimit el 1967 pel nou règim del Iemen del Sud.